# Таика реформе
Таика реформе (јап. 大化の改新), увођење централизоване државе и бирократске владавине (рицурјо) кинеског типа у Јапану средином 7. века.

## Позадина
Најон што је народ Јајоји (300. п.н.е до 300. н.е) на острву Кјушу и западном делу острва Хоншу увео јапанска острва у бронзано и гвоздено доба, средином 4. века у централном делу острва Хоншу формирана је држава Јамато. Из Кореје је око 400. године у Јапан пренето кинеско писмо, а 552. будизам, заједно са кинеском културом и концепцијом државног уређења. Од почетка 7. века политичка и административна управа у Јапану подешавала се према кинеским узорима, у чему је одлучујућу улогу имао принц Шотоку Таиши (574–622), који је служио као регент током владавине своје тетке, царице Суико (554–628). Принц Шотоку подржавао је увођење будизма и првих писаних закона (Устав од седамнаест чланова), али је после његове смрти власт на двору пала у руке клана Сога (породица царице Суико са мајчине стране), који је заступао нову религију, на рачун шинтоистичког клана Мононобе. Хегемонија клана Сога сломљена је у Иши инциденту (645).

## Реформе
Такозваном Таика реформом (645) уместо старог племенског савеза уџи, уређена је чвршћа централизована чиновничка држава по кинеском узору. Цар је постављао владу (тројицу министара), намеснике у покрајинама (кокуши) и чиновнике, који су добијали земљишне поседе, што је, у ствари, био почетак феудалног уређења. До тог времена није било јасних разлика између војничких и цивилних функција, а сада су и на двору и у провинцијама цивилне службе биле строго одвојене од војничких. У пракси, цивилни дворски чиновници преузели власт и поседе, док је војнички позив изгубио првенство и углед. Људство је присилно регрутовано у војску, као и за друге потребе - био је то један од видова пореза
Постављајући темеље из којих ће се развити јапански царски систем, владари су средином 600-их кренули да централизују порезе, организују регистре становништва, обезбеде дворско именовање регионалних гувернера и осмисле систем државне доделе земље становништву. Такође су увели порез у пиринчу да би заменили дотадашњи систем принудног рада и утврдили да жене имају право да се поново удају. Њихов основни циљ је био јасан: да успоставе потпуну контролу Јамато владара. Као што је рекао један од реформских указа, реконструисан у Нихон шокију: „Сада су наша срца једно. Постојаће један суверен и министри се неће противити његовој владавини. Ако неко прекрши своју заклетву, Небо ће послати катастрофе, а земља ће послати несреће. . . . Ово је јасно као сунце и месец.”
Супарничке породице и фракције наставили су да се боре за власт над наредних неколико деценија, а утицај реформи био је неуједначен, при чему је утицај двора слабио како се удаљеност од Кинаја повећавала, а читава северна трећина Хоншуа била је потпуно изван царске власти, у поседу племена Емиши.

## Последице
Таика реформе означиле су почетак превласти чиновничког над војним племством у Јапану, што ће потрајати све до увођења шогуната Камакура (1192-1333). У 7. и 8. веку војничка служба постала је крајње непопуларна - неуспеле борбе са домороцима (Емиши) на северу Јапана, крајем 8. века, откриле су слабости јапанског војничког система. Уз то, централизовану државу кинеског система растрзале су аутономистичке тенденције племства које је обављало највише дворске и државне функције, стицало велике поседе (шоен) и ослобађало се пореза. Породица Фуџивара потисла је у засенак и цара, и кроз 400 година владала земљом. Временом се Јапан исцепкао на мноштво феудалних поседа (шоен), а истовремено се јавио и наследни ратнички сталеж самураји, који су чинили пратњу и приватне војске моћних, готово независних земљопоседника. Упоредо са чиновничким племством (куге), с наследним правом на додељене поседе, ствара се и војно племство (буши). Напредовању војног племства ишла је на руку борба против домородаца Емиши, пошто су источне провинције Јапана све до средине десетог века биле погранично подручје према домороцима, који су држали северни део острва Хоншу.